# Annihilation: Conquest
Az Annihilation: Conquest egy, a Marvel Comics által kiadott hatrészes mini-képregénysorozat melynek első száma várhatóan 2007 novemberében fog megjelenni az Annihilation című történet folytatásaként. A képregény a központi kiadványa az azonos című, a Marvel földönkívüli népeit érintő crossover történetnek. A sorozat írói az előzetes bejelentések szerint Dan Abnett és Andy Lanning lesznek, a rajzolója Tom Raney.

## A megjelenés története
A Marvel az Annihilation folytatását a 2007-es New York Comic Con-on jelentette be, mely szerint a történet öt önálló mini-sorozatban fog megjelenni valamint az Annihilation után újraindított Nova című képregény négy számában. Az önálló minisorozatok az Annihilation: Conquest Prologue, az Annihilation: Conquest – Quasar, az Annihilation: Conquest – Starlord, az Annihilation: Conquest – Wraith, és a központi kiadvány, az Annihilation: Conquest. A bejelentésben elárulták, hogy a történet fontos szereplője lesz az új Kvazár, Phyla-Vell és Holdsárkány, valamint új karakterek megjelenése is várható. A történet első kiadványa, az egyrészes Annihilation: Conquest Prologue 2007 júniusában jelent meg.

## A cselekmény előzményei

### Prológus
Az Annihilation: Conquest Prologue egy, a Marvel Comics által kiadott egyrészes képregény, mely 2007 júniusában jelent meg az Amerikai Egyesült Államokban. A képregény írói Dan Abnett és Andy Lanning, rajzolója Mike Perkins. A kiadvány a Marvel földönkívüli népeit érintő történet előzményeit mutatja be.

## A cselekmény
|  | Alább a cselekmény részletei következnek! |

### Prológus
A Megsemmisítő Hullám támadása után a Negatív Zónából a világűr egykori birodalmai a széthullás szélére kerültek. A Skrull Birodalom nincs többé, a Krí Birodalom ereje pedig nem elég, hogy a határvidékeket is ellenőrizni tudja. A peremvidék bolygóin élők éheznek és a területen rablóbandák garázdálkodnak. A háború után az egyik ilyen perembolygóra, Lamentisre vonult vissza Phyla-Vell, a Kvantum-bandázsok új birtokosa és párja, Holdsárkány hogy a lerombolt bolygón segítsenek egy templom újjáépítésében.
Nova, a Nova Őrség utolsó megmaradt centurioja egyedül próbálja ellátni az Őrség feladatait. A krí anyabolygón a háború egy másik hőse, Peter Quill segédkezik a Birodalom biztonsági rendszerének helyreállításában. Ennek érdekében meghívta a bolygóra az Űrlovagokat, akik fejlett technológiájukkal segíthetik a krí biztonsági hálózat réseinek elhárítását. Az Űrlovagok feltöltik a krí rendszerekbe az új vezérlőszoftvert és megkezdik az automata biztonsági robotok, az Őrszemek tesztelését egy szimulált támadással a bolygó ellen.
Eközben a Lamentison Phylát megszólítják a Kvantum-bandázsok és figyelmeztetik egy pusztító veszély közeledtére mely a krí nép végét jelentheti. Az egyetlen remény ha Phyla megtalál egy férfit, a „Szállítót”. Holdsárkány azonban nem akar hinni Phylának, de ekkor egy elszabadult Őrszem támad rájuk.
A Halán a szimulált támadás hirtelen valósággá válik és az Őrszemek megtámadják a bolygót és a bolygó körül állomásozó hajókat. Quill először azt hiszi, hogy a szoftver nem kompatibilis a krí rendszerekkel, de rá kell döbbennie, hogy a programban nincs hiba, hanem pontosan rendeltetés szerint működik.